# Bach-Werke-Verzeichnis
BWV, Bach Werke Verzeichnis – kompletny katalog dzieł Johanna Sebastiana Bacha stworzony przez Wolfganga Schmiedera (1931–1953), wydany w 1950 w Lipsku. Drugie, rozszerzone i poprawione wydanie ukazało się w 1990 r. w Wiesbaden, w tym samym wydawnictwie Breitkopf & Härtel. Wydanie trzecie katalogu zostało zaprezentowane 13 czerwca 2022 r. w Lipsku.
Mimo wprowadzenia rozszerzeń i korekt, podstawowa struktura katalogu pozostała niezmieniona. Dzieła Bacha skatalogowano według typu dzieł lub ich liturgicznego wykorzystania.
Ze względu na odnalezienie nowych nieznanych dzieł oraz weryfikację, iż niektóre dzieła nie były stworzone przez Bacha, katalog zawiera luki. Po BWV 1080 następują dzieła, które zostały odkryte długo po przygotowaniu katalogu.
Jest również dodatek do katalogu, zawierający dzieła, co do autorstwa których występują niewyjaśnione dotąd wątpliwości.
Istnieje również inny katalog, Bach-Compendium, który ułożony jest według innych kryteriów.

## Kantatysakralne, BWV 1–200
- BWV 1 – Wie schön leuchtet der Morgenstern
- BWV 2 – Ach Gott, vom Himmel sieh darein
- BWV 3 – Ach Gott, wie manches Herzeleid
- BWV 4 – Christ lag in Todes Banden
- BWV 5 – Wo soll ich fliehen hin
- BWV 6 – Bleib bei uns, denn es will Abend werden
- BWV 7 – Christ unser Herr zum Jordan kam
- BWV 8 – Liebster Gott, wenn werd ich sterben
- BWV 9 – Es ist das Heil uns kommen her
- BWV 10 – Meine Seel erhebt den Herren
- BWV 11 – Lobet Gott in seinen Reichen (Oratorium na Wniebowstąpienie)
- BWV 12 – Weinen, Klagen, Sorgen, Zagen
- BWV 13 – Meine Seufzer, meine Tränen
- BWV 14 – Wär Gott nicht mit uns diese Zeit
- BWV 15 – Denn du wirst meine Seele nicht in der Hölle lassen (Johann Ludwig Bach)
- BWV 16 – Herr Gott, dich loben wir
- BWV 17 – Wer Dank opfert, der preiset mich
- BWV 18 – Gleichwie der Regen und Schnee vom Himmel fällt
- BWV 19 – Es erhub sich ein Streit
- BWV 20 – O Ewigkeit, du Donnerwort
- BWV 21 – Ich hatte viel Bekümmernis
- BWV 22 – Jesus nahm zu sich die Zwölfe
- BWV 23 – Du wahrer Gott und Davids Sohn
- BWV 24 – Ein ungefärbt Gemüte
- BWV 25 – Es ist nichts Gesundes an meinem Leibe
- BWV 26 – Ach wie flüchtig, ach wie nichtig
- BWV 27 – Wer weiß, wie nahe mir mein Ende
- BWV 28 – Gottlob! nun geht das Jahr zu Ende
- BWV 29 – Wir danken dir, Gott, wir danken dir
- BWV 30 – Freue dich, erlöste Schar
- BWV 30a – Angenehmes Wiederau
- BWV 31 – Der Himmel lacht! Die Erde jubilieret
- BWV 32 – Liebster Jesu, mein Verlangen
- BWV 33 – Allein zu dir, Herr Jesu Christ
- BWV 34 – O ewiges Feuer, o Ursprung der Liebe
- BWV 34a – O ewiges Feuer, o Ursprung der Liebe
- BWV 35 – Geist und Seele wird verwirret
- BWV 36 – Schwingt freudig euch empor
- BWV 36a – Steigt freudig in die Luft
- BWV 36b – Die Freude reget sich
- BWV 36c – Schwingt freudig euch empor
- BWV 37 – Wer da gläubet und getauft wird
- BWV 38 – Aus tiefer Not schrei ich zu dir
- BWV 39 – Brich dem Hungrigen dein Brot
- BWV 40 – Darzu ist erschienen der Sohn Gottes
- BWV 41 – Jesu, nun sei gepreiset
- BWV 42 – Am Abend aber desselbigen Sabbats
- BWV 43 – Gott fähret auf mit Jauchzen
- BWV 44 – Sie werden euch in den Bann tun
- BWV 45 – Es ist dir gesagt, Mensch, was gut ist
- BWV 46 – Schauet doch und sehet, ob irgend ein Schmerz sei
- BWV 47 – Wer sich selbst erhöhet, der soll erniedriget werden
- BWV 48 – Ich elender Mensch, wer wird mich erlösen
- BWV 49 – Ich geh und suche mit Verlangen
- BWV 50 – Nun ist das Heil und die Kraft
- BWV 51 – Jauchzet Gott in allen Landen
- BWV 52 – Falsche Welt, dir trau ich nicht
- BWV 53 – Schlage doch, gewünschte Stunde (Melchior Hoffmann)
- BWV 54 – Widerstehe doch der Sünde
- BWV 55 – Ich armer Mensch, ich Sündenknecht
- BWV 56 – Ich will den Kreuzstab gerne tragen
- BWV 57 – Selig ist der Mann (Lehms)
- BWV 58 – Ach Gott, wie manches Herzeleid
- BWV 59 – Wer mich liebet, der wird mein Wort halten
- BWV 60 – O Ewigkeit, du Donnerwort
- BWV 61 – Nun komm, der Heiden Heiland
- BWV 62 – Nun komm, der Heiden Heiland
- BWV 63 – Christen, ätzet diesen Tag
- BWV 64 – Sehet, welch eine Liebe hat uns der Vater erzeiget
- BWV 65 – Sie werden aus Saba alle kommen
- BWV 66 – Erfreut euch, ihr Herzen
- BWV 66a – Der Himmel dacht auf Anhalts Ruhm und Glück, Serenade
- BWV 67 – Halt im Gedächtnis Jesum Christ
- BWV 68 – Also hat Gott die Welt geliebt
- BWV 69 – Lobe den Herrn, meine Seele
- BWV 69a – Lobe den Herrn, meine Seele
- BWV 70 – Wachet! betet! betet! wachet!
- BWV 70a – Wachet! betet! betet! wachet!
- BWV 71 – Gott ist mein König
- BWV 72 – Alles nur nach Gottes Willen
- BWV 73 – Herr, wie du willt, so schicks mit mir
- BWV 74 – Wer mich liebet, der wird mein Wort halten
- BWV 75 – Die Elenden sollen essen
- BWV 76 – Die Himmel erzählen die Ehre Gottes
- BWV 77 – Du sollt Gott, deinen Herren, lieben
- BWV 78 – Jesu, der du meine Seele
- BWV 79 – Gott der Herr ist Sonn und Schild
- BWV 80 – Ein feste Burg ist unser Gott
- BWV 80a – Ein feste Burg ist unser Gott
- BWV 80b – Ein feste Burg ist unser Gott
- BWV 81 – Jesus schläft, was soll ich hoffen
- BWV 82 – Ich habe genug
- BWV 83 – Erfreute Zeit im neuen Bunde
- BWV 84 – Ich bin vergnügt mit meinem Glücke
- BWV 85 – Ich bin ein guter Hirt
- BWV 86 – Wahrlich, wahrlich, ich sage euch
- BWV 87 – Bisher habt ihr nichts gebeten in meinem Namen
- BWV 88 – Siehe, ich will viel Fischer aussenden
- BWV 89 – Was soll ich aus dir machen, Ephraim
- BWV 90 – Es reißet euch ein schrecklich Ende
- BWV 91 – Gelobet seist du, Jesu Christ
- BWV 92 – Ich hab in Gottes Herz und Sinn
- BWV 93 – Wer nur den lieben Gott lässt walten
- BWV 94 – Was frag ich nach der Welt
- BWV 95 – Christus, der ist mein Leben
- BWV 96 – Herr Christ, der einge Gottessohn
- BWV 97 – In allen meinen Taten
- BWV 98 – Was Gott tut, das ist wohlgetan
- BWV 99 – Was Gott tut, das ist wohlgetan
- BWV 100 – Was Gott tut, das ist wohlgetan
- BWV 101 – Nimm von uns, Herr, du treuer Gott
- BWV 102 – Herr, deine Augen sehen nach dem Glauben
- BWV 103 – Ihr werdet weinen und heulen
- BWV 104 – Du Hirte Israel, höre
- BWV 105 – Herr, gehe nicht ins Gericht
- BWV 106 – Gottes Zeit ist die allerbeste Zeit (Actus tragicus)
- BWV 107 – Was willst du dich betrüben
- BWV 108 – Es ist euch gut, dass ich hingehe
- BWV 109 – Ich glaube, lieber Herr, hilf meinem Unglauben
- BWV 110 – Unser Mund sei voll Lachens
- BWV 111 – Was mein Gott will, das gscheh allzeit
- BWV 112 – Der Herr ist mein getreuer Hirt
- BWV 113 – Herr Jesu Christ, du höchstes Gut
- BWV 114 – Ach, lieben Christen, seid getrost
- BWV 115 – Mache dich, mein Geist, bereit
- BWV 116 – Du Friedefürst, Herr Jesu Christ
- BWV 117 – Sei Lob und Ehr dem höchsten Gut
- BWV 118 – O Jesu Christ, meins Lebens Licht
- BWV 118b – O Jesu Christ, meins Lebens Licht (druga wersja)
- BWV 119 – Preise, Jerusalem, den Herrn
- BWV 120 – Gott, man lobet dich in der Stille
- BWV 120a – Herr Gott, Beherrscher aller Dinge
- BWV 120b – Gott, man lobet dich in der Stille
- BWV 121 – Christum wir sollen loben schon
- BWV 122 – Das neugeborne Kindelein
- BWV 123 – Liebster Immanuel, Herzog der Frommen
- BWV 124 – Meinen Jesum lass ich nicht
- BWV 125 – Mit Fried und Freud ich fahr dahin
- BWV 126 – Erhalt uns, Herr, bei deinem Wort
- BWV 127 – Herr Jesu Christ, wahr' Mensch und Gott
- BWV 128 – Auf Christi Himmelfahrt allein
- BWV 129 – Gelobet sei der Herr, mein Gott
- BWV 130 – Herr Gott, dich loben alle wir
- BWV 131 – Aus der Tiefen rufe ich, Herr, zu dir
- BWV 131a – Aus der Tiefen rufe ich, Herr, zu dir
- BWV 132 – Bereitet die Wege, bereitet die Bahn
- BWV 133 – Ich freue mich in dir
- BWV 134 – Ein Herz, das seinen Jesum lebend weiß
- BWV 134a – Die Zeit, die Tag und Jahre macht
- BWV 135 – Ach Herr, mich armen Sünder
- BWV 136 – Erforsche mich, Gott, und erfahre mein Herz
- BWV 137 – Lobe den Herren, den mächtigen König der Ehren
- BWV 138 – Warum betrübst du dich, mein Herz
- BWV 139 – Wohl dem, der sich auf seinen Gott
- BWV 140 – Wachet auf, ruft uns die Stimme
- BWV 141 – Das ist je gewisslich wahr (prawdopodobnie Georg Philipp Telemann)
- BWV 142 – Uns ist ein Kind geboren (pochodzenie wątpliwe)
- BWV 143 – Lobe den Herrn, meine Seele
- BWV 144 – Nimm, was dein ist, und gehe hin
- BWV 145 – Ich lebe, mein Herze, zu deinem Ergötzen (chorał „So du mit deinem Munde“ autorstwa Telemanna)
- BWV 146 – Wir müssen durch viel Trübsal
- BWV 147 – Herz und Mund und Tat und Leben
- BWV 147a – Herz und Mund und Tat und Leben
- BWV 148 – Bringet dem Herrn Ehre seines Namens
- BWV 149 – Man singet mit Freuden vom Sieg
- BWV 150 – Nach dir, Herr, verlanget mich
- BWV 151 – Süßer Trost, mein Jesus kömmt
- BWV 152 – Tritt auf die Glaubensbahn
- BWV 153 – Schau, lieber Gott, wie meine Feind
- BWV 154 – Mein liebster Jesus ist verloren
- BWV 155 – Mein Gott, wie lang, ach lange
- BWV 156 – Ich steh mit einem Fuß im Grabe
- BWV 157 – Ich lasse dich nicht, du segnest mich denn
- BWV 158 – Der Friede sei mit dir
- BWV 159 – Sehet, wir gehn hinauf gen Jerusalem
- BWV 160 – Ich weiß, dass mein Erlöser lebt (Telemann)
- BWV 161 – Komm, du süße Todesstunde
- BWV 162 – Ach! ich sehe, itzt, da ich zur Hochzeit gehe
- BWV 163 – Nur jedem das Seine
- BWV 164 – Ihr, die ihr euch von Christo nennet
- BWV 165 – O heilges Geist- und Wasserbad
- BWV 166 – Wo gehest du hin
- BWV 167 – Ihr Menschen, rühmet Gottes Liebe
- BWV 168 – Tue Rechnung! Donnerwort
- BWV 169 – Gott soll allein mein Herze haben
- BWV 170 – Vergnügte Ruh, beliebte Seelenlust
- BWV 171 – Gott, wie dein Name, so ist auch dein Ruhm
- BWV 172 – Erschallet, ihr Lieder, erklinget, ihr Saiten
- BWV 173 – Erhöhtes Fleisch und Blut
- BWV 173a – Durchlauchtster Leopold
- BWV 174 – Ich liebe den Höchsten von ganzem Gemüte
- BWV 175 – Er rufet seinen Schafen mit Namen
- BWV 176 – Es ist ein trotzig und verzagt Ding
- BWV 177 – Ich ruf zu dir, Herr Jesu Christ
- BWV 178 – Wo Gott, der Herr, nicht bei uns hält
- BWV 179 – Siehe zu, dass deine Gottesfurcht nicht Heuchelei sei
- BWV 180 – Schmücke dich, o liebe Seele
- BWV 181 – Leichtgesinnte Flattergeister
- BWV 182 – Himmelskönig, sei willkommen
- BWV 183 – Sie werden euch in den Bann tun
- BWV 184 – Erwünschtes Freudenlicht
- BWV 185 – Barmherziges Herze der ewigen Liebe
- BWV 186 – Ärgre dich, o Seele, nicht
- BWV 187 – Es wartet alles auf dich
- BWV 188 – Ich habe meine Zuversicht
- BWV 189 – Meine Seele rühmt und preist (pochodzenie wątpliwe)
- BWV 190 – Singet dem Herrn ein neues Lied
- BWV 190a – Singet dem Herrn ein neues Lied
- BWV 191 – Gloria in excelsis Deo
- BWV 192 – Nun danket alle Gott (niekompletna)
- BWV 193 – Ihr Tore zu Zion (niekompletna)
- BWV 193a – Ihr Häuser des Himmels
- BWV 194 – Höchsterwünschtes Freudenfest
- BWV 195 – Dem Gerechten muss das Licht
- BWV 196 – Der Herr denket an uns (Psalm 115)
- BWV 197 – Gott ist unsre Zuversicht
- BWV 197a – Ehre sei Gott in der Höhe (niekompletna)
- BWV 198 – Lass Fürstin, lass noch einen Strahl (Trauerode − Oda żałobna)
- BWV 199 – Mein Herze schwimmt im Blut
- BWV 200 – Bekennen will ich seinen Namen (tylko jedno ogniwo zaginionej kantaty)

## Kantaty świeckie, BWV 201–216
- BWV 201 – Geschwinde, ihr wirbelnden Winde
- BWV 202 – Weichet nur, betrübte Schatten
- BWV 203 – Amore traditore (autorstwo wątpliwe)
- BWV 204 – Ich bin in mir vergnügt
- BWV 205 – Zerreißet, zersprenget
- BWV 205a – Blast Lärmen, ihr Feinde
- BWV 206 – Schleicht, spielende Wellen
- BWV 207 – Vereinigte Zwietracht der wechselnden Saiten
- BWV 207a – Auf, schmetternde Töne
- BWV 208 – Was mir behagt, ist nur die muntre Jagd
- BWV 208a – Was mir behagt, ist nur die muntre Jagd
- BWV 209 – Non sa che sia dolore
- BWV 210 – O holder Tag, erwünschte Zeit
- BWV 210a – O angenehme Melodei
- BWV 211 – Schweigt stille, plaudert nicht (Kantata o kawie)
- BWV 212 – Mer hahn en neue Oberkeet (Kantata chłopska)
- BWV 213 – Lasst uns sorgen, lasst uns wachen (Herkules auf dem Scheidewege)
- BWV 214 – Tönet, ihr Pauken! Erschallet, Trompeten!
- BWV 215 – Preise dein Glücke, gesegnetes Sachsen
- BWV 216 – Vergnügte Pleißenstadt (niekompletna)

## Inne kantaty, BWV 217–224
- BWV 217 – Gedenke, Herr, wie es uns gehet (z pewnością innego autora)
- BWV 218 – Gott der Hoffnung erfülle euch (Telemann)
- BWV 219 – Siehe, es hat überwunden der Löwe (Telemann)
- BWV 220 – Lobt ihn mit Herz und Munde (z pewnością innego autora)
- BWV 221 – Wer sucht die Pracht, wer wünscht den Glanz (z pewnością innego autora)
- BWV 222 – Mein Odem ist schwach (Johann Ernst Bach)
- BWV 223 – Meine Seele soll Gott loben (z pewnością innego autora)
- BWV 224 – Reißt euch los, bedrängte Sinnen (mały fragment, być może Carl Philipp Emanuel Bach)

## Inne dzieła wokalne, BWV 225–249
- BWV 225 – Singet dem Herrn, motet
- BWV 226 – Der Geist hilft unser Schwachheit auf, motet
- BWV 227 – Jesu, meine Freude, motet
- BWV 228 – Fürchte dich nicht, ich bin bei dir, motet
- BWV 229 – Komm, Jesu, komm, motet
- BWV 230 – Lobet den Herrn, alle Heiden, motet
- BWV 231 – Sei Lob und Preis mit Ehren, motet (Telemann)
- BWV 232 – Wielka msza h-moll
- BWV 233 – Msza luterańska F-dur
- BWV 234 – Msza luterańska A-dur
- BWV 235 – Msza luterańska g-moll
- BWV 236 – Msza luterańska G-dur
- BWV 237 – Sanctus C-dur
- BWV 238 – Sanctus D-dur
- BWV 239 – Sanctus d-moll
- BWV 240 – Kyrie eleison, Christe du Lamm Gottes
- BWV 241 – Sanctus G-dur
- BWV 242 – Christe eleison g-moll
- BWV 243 – Magnificat D-dur
- BWV 243a – Magnificat Es-dur
- BWV 244 – Pasja według św. Mateusza
- BWV 245 – Pasja według św. Jana
- BWV 246 – Pasja według św. Łukasza
- BWV 247 – Pasja według św. Marka
- BWV 248 – Oratorium na Boże Narodzenie (cykl sześciu kantat)
- BWV 249 – Kommt, eilet und laufet (Oratorium na Wielkanoc)
- BWV 249a – Entfliehet, verschwindet, entweichet, ihr Sorgen
- BWV 249b – Verjaget, zerstreuet, zerrüttet, ihr Sterne, Die Feier des Genius

## Chorały, BWV 250–438
- BWV 250 Vor der Trauung: Was Gott tut, das ist wohlgetan
- BWV 251 Nach der Trauung: Sei Lob und Ehr'
- BWV 252 Nach dem Segen: Nun danket alle Gott
- BWV 253-438 – chorały czterogłosowe

## Pieśni i arie, BWV 439–524
- BWV 439-507 – Geistliche Lieder und Arien aus Schemellis Gesangbuch
- BWV 508-518 – Arien und Lieder aus dem zweiten Notenbuch der Anna Magdalena Bach (1725)
- BWV 519-523 – Fünf geistliche Lieder
- BWV 524 – Quodlibet

## Dzieła organowe, BWV 525–771
- BWV 525-530 – Sonaty trzygłosowe
- BWV 531-552 – Preludia i fugi
- BWV 553-560 – Małe preludia i fugi (Johann Tobias Krebs lub Johann Ludwig Krebs)
- BWV 561-563 – Fantazje i fugi
- BWV 564-566a – Toccaty i fugi
- BWV 567-569 – Preludia
- BWV 570-573 – Fantazje
- BWV 574-581 – Fugi
- BWV 582 – Passacaglia i Fuga c-moll
- BWV 583-586 – Tria (BWV 586 Telemanna)
- BWV 587-591 – Pojedyncze dzieła
- BWV 592-597 – Opracowania koncertowe
- BWV 598 – Ćwiczenia pedałowe
- BWV 599-644 – Orgelbüchlein – Podział według okresu liturgicznego:
  - Adwent – BWV 599-601
  - Boże Narodzenie – BWV 602-612
  - Nowy Rok – BWV 613-615
  - Ofiarowanie Pańskie – BWV 616-617
  - Wielki post – BWV 618-626
  - Wielkanoc – BWV 627-630
  - Zesłanie Ducha Świętego – BWV 631
  - Okres zwykły – BWV 632-643
- BWV 645-650 – Schüblerchoräle
- BWV 651-668 – Chorały lipskie
- BWV 669-689 – Opracowania chorałowe z trzeciej części "Klavier-Übung"
- BWV 690-713a – Chorały kirnbergerowskie
- BWV 714-740 – Opracowania chorałowe
- BWV 741-765 – Przygrywki chorałowe
- BWV 766-771 – Partity i wariacje chorałowe

## Utwory na klawesyn, BWV 772–994
- BWV 772–786 – Inwencje i sinfonie, inwencje dwugłosowe
- BWV 787-801 – Inwencje i sinfonie, sinfonie trzygłosowe
- BWV 802-805 – Duety
- BWV 806-811 – Suity angielskie
- BWV 812-817 – Suity francuskie
- BWV 818-824 – Różne suity
- BWV 825-831 – Partity
- BWV 832-845 – Pojedyncze dzieła (BWV 840 von Telemann)
- BWV 846-869 – Das Wohltemperierte Klavier, część pierwsza
- BWV 870-893 – Das Wohltemperierte Klavier, część druga
- BWV 894-902a – Preludia i fugi
- BWV 903-909 – Fantazje i fugi
- BWV 910-923a – Toccaty, fantazje, preludia
- BWV 924-932 – Dziewięć małych preludiów z książeczki dla Wilhelma Friedemanna Bacha
- BWV 933-938 – Sześć małych preludiów
- BWV 939-943 – Pięć małych preludiów
- BWV 944-962 – Fugi
- BWV 963-967 – Sonaty
- BWV 968-970 – Inne pojedyncze dzieła
- BWV 971-987 – Osiemnaście koncertów
- BWV 988 – Wariacje Goldbergowskie
- BWV 989-994 – Różne arie i wariacje

## Utwory na lutnię, BWV 995–1000, 1006a
- BWV 995 – III suita lutniowa
- BWV 996 – I suita lutniowa
- BWV 997 – II suita lutniowa
- BWV 998 – Prelludium, Fuga, Allegro na lutnie/klawesyn
- BWV 999 – preludium na lutnie/klawesyn
- BWV 1000 – fuga na lutnię
- BWV 1006a – IV suita lutniowa

## Utwory na instrumenty solo, BWV 1001–1013
- BWV 1001-1006 – Sonaty i partity na skrzypce solo
- BWV 1007-1012 – Suity na wiolonczelę solo
- BWV 1013 – Sonata a-moll na flet solo

## Muzyka kameralna, BWV 1014–1040
- BWV 1014 – Sonata I h-moll na skrzypce i klawesyn
- BWV 1015 – Sonata II A-dur na skrzypce i klawesyn
- BWV 1016 – Sonata III E-dur na skrzypce i klawesyn
- BWV 1017 – Sonata IV c-moll na skrzypce i klawesyn
- BWV 1018 – Sonata V f-moll na skrzypce i klawesyn
- BWV 1019 – Sonata VI G-dur na skrzypce i klawesyn
- BWV 1020 – 1026 – Sonaty na skrzypce i klawesyn
- BWV 1027-1029 – Sonaty na violę da gamba i klawesyn
- BWV 1027a – Trio na organy
- BWV 1030-1035 – Sonaty na flet poprzeczny i klawesyn
- BWV 1036-1040 – Sonaty na dwa instrumenty i klawesyn

## Dzieła orkiestrowe, BWV 1041–1071
- BWV 1041 – Koncert skrzypcowy a-moll
- BWV 1042 – Koncert skrzypcowy E-dur
- BWV 1043 – Koncert d-moll na dwoje skrzypiec
- BWV 1044 – Koncert a-moll na klawesyn, flet i skrzypce
- BWV 1045 – Koncert G-dur (fragment)
- BWV 1046-1051 – Koncerty brandenburskie
- BWV 1052-1065 – Koncerty na klawesyn
- BWV 1066-1071 – Suity orkiestrowe

## Dzieła kontrapunktyczne, BWV 1072–1080
- BWV 1072-1078 – Kanony
- BWV 1079 – Musikalisches Opfer
- BWV 1080 – Kunst der Fuge

## Dzieła odkryte po ukończeniu katalogu, BWV 1081 – 1128.
- BWV 1081-1089 – Dodatkowe utwory
- BWV 1090-1120 – Chorały organowe ze zbioru Neumeistera
- BWV 1121-1126 – Dodatkowe utwory
- BWV 1127 – Alles mit Gott und nichts ohn' Ihn, aria na sopran
- BWV 1128 – Wo Gott der Herr nicht bei uns hält, fantazja organowa